# Afrokulczyk mozambijski
Afrokulczyk mozambijski, kulczyk mozambijski (czasami niepoprawnie „mozambicki”) (Crithagra mozambica) – gatunek małego ptaka z rodziny łuszczakowatych (Fringillidae). Występuje w Afryce Subsaharyjskiej. Jego biotop to otwarte lasy i pola uprawne. Nie jest zagrożony.

## Systematyka

### Taksonomia
Został opisany przez Philippa Ludwiga Statiusa Müllera w roku 1776. Poprzednia nazwa rodzajowa serinus pochodzi od słowa serin. Oznacza ono w językach angielskim i francuskim po prostu kulczyka. W dawnej łacinie słowa serenus i sereni znaczyły „pogodny, wesoły”. Nazwa gatunkowa – mozambicus – odnosi się do jednego z krajów, w którym występuje, Mozambiku. Polska nazwa gatunkowa również odnosi się do tego kraju.

### Podgatunki
Wyróżniono dziesięć podgatunków C. mozambica:
- C. mozambica caniceps – południowa Mauretania, Senegal i Gambia do północnego Kamerunu.
- C. mozambica punctigula – środkowy i południowy Kamerun.
- C. mozambica grotei – wschodni Sudan, zachodnia i południowo-zachodnia Etiopia.
- C. mozambica gommaensis – Erytrea, północno-zachodnia i środkowa Etiopia.
- C. mozambica barbata – południowy Czad i Republika Środkowoafrykańska do południowo-zachodniej Kenii i środkowej Tanzanii.
- C. mozambica tando – Gabon do Angoli.
- C. mozambica samaliyae – południowo-wschodnia Demokratyczna Republika Konga, południowo-zachodnia Tanzania i północno-wschodnia Zambia.
- C. mozambica vansoni – południowo-wschodnia Angola, północno-wschodnia Namibia i południowo-zachodnia Zambia.
- C. mozambica mozambica – Kenia do wschodniej Botswany, Zimbabwe, północno-wschodnia RPA i południowo-środkowy Mozambik.
- C. mozambica granti – południowy Mozambik i wschodnie RPA.

## Morfologia

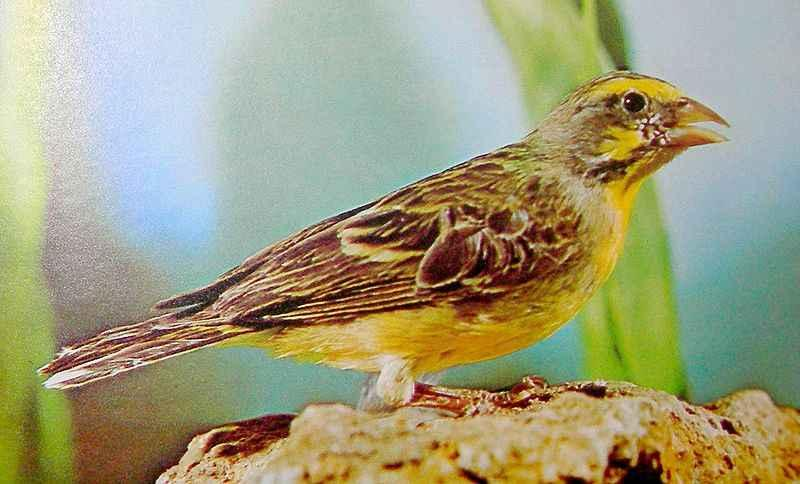
Hybryda afrokulczyka mozambijskiego i kanarka; widać różnice zwłaszcza na głowie

Jest to mały ptak, mierzący 11–13 cm długości, czyli jest nieznacznie mniejszy od wróbla domowego (Passer domesticus). Rozpiętość skrzydeł to 21,5 cm, a masa ciała 8,5–17,1 g. Występuje niezbyt wyraźny dymorfizm płciowy. Wierzch ciała oliwkowozielony, lotki ciemnoszare z brudnożółtymi brzegami. Sterówki również ciemnoszare z brudnożółtymi brzegami. Pokrywy podogonowe, brzuch i pierś żółte. Głowa szara, brew i pasek przyżuchwowy żółte. Samice mają na szyi szary pasek, łączący końce „wąsów”. Dziób jest szary, dolna część jaśniejsza. Nogi są różowe. Od europejskiego kulczyka różni się bardziej kontrastowym wzorem na głowie i lotkach oraz jednolicie żółtym brzuchem bez pasów.
Młode afrokulczyki mozambijskie mają żuchwę (dolną część dzioba) różową. Ich wzór na głowie jest nieco rozmyty, sterówki i lotki krótsze. Głowa jest jaśniejsza niż u dorosłych. Poza tym nie różnią się od nich. Bardzo młode pisklęta są pokryte szarym puchem.

### Długość życia
Śmiertelność roczna wynosi ok. 65%. Średnia długość życia w niewoli wynosi 8 lat, a w naturze tylko 2,5. Rekordowa długość życia w niewoli wynosiła 16,5 roku.

## Zasięg występowania
Zasięg występowania szacuje się na ok. 22,3 miliona km². Zasiedla Afrykę Subsaharyjską, z wyjątkiem suchych regionów Afryki Południowej i tropikalnych lasów deszczowych w Kongu.
Kraje, jakie zamieszkuje to: Mauretania, Gwinea, Liberia, Mali, Wybrzeże Kości Słoniowej, Burkinie Faso, Ghana, Togo, Benin, Nigeria, Kamerun, Czad, Republika Środkowoafrykańska, Sudan, Erytrea, Etiopia, Kongo, Zair, Uganda, Kenia, Rwanda, Burundi, Tanzania, Angola, Zambia, Malawi, Mozambik, Zimbabwe i Botswana. Z powodzeniem przyjął się także na Hawajach, w Portoryko, na Wyspie Świętego Tomasza, wyspie Mafia, Mauritiusie i Reunionie.
Preferuje otwarte lasy i łąki poniżej 2300 m n.p.m., ale może być również w wielu innych biotopach. Są to nadbrzeżne zarośla, namorzyny oraz wydmy. Rzadko mieszkają w lasach tropikalnych i na suchych obszarach. Często można je spotkać na polach uprawnych, gdzie korzystają z obfitych plonów sorga, prosa i ziaren innych zbóż.

## Lęgi

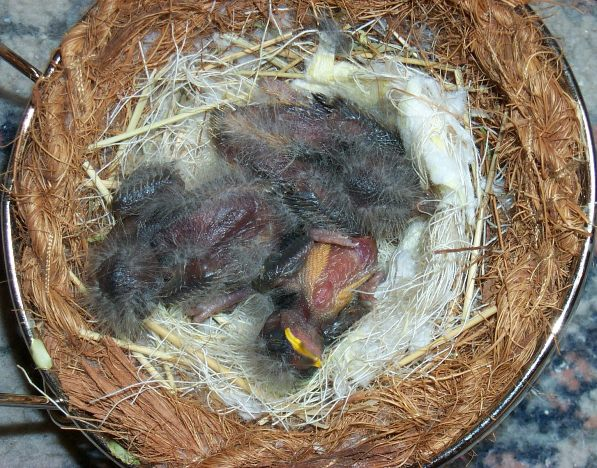
Trzy pisklęta w gnieździe; prawdopodobnie wykonanym częściowo przez człowieka

Wyprowadza lęgi w porze deszczowej. Pary są monogamiczne. Para zazwyczaj broni swego terytorium przed innymi afrokulczykami, choć czasami kilka par zakłada gniazda na tym samym drzewie. Obydwa ptaki zbierają materiał roślinny, głównie trawy. Gniazdo jest umieszczone 1–6 metrów nad ziemią, w rozwidleniu gałązek. W jego budowie uczestniczy tylko samica, zwykle jest zamaskowane roślinnością. Samica składa od 2 do 5 jaj, zwykle 3. Znosi jedno dziennie, zaczyna wysiadywać zwykle od ostatniego lub od drugiego. Inkubacja trwa ok. 13 dni i wykonuje ją tylko samiczka. Młode przebywają w gnieździe 18 do 24 dni, usamodzielniają się po sześciu tygodniach.

## Status
IUCN uznaje afrokulczyka mozambijskiego za gatunek najmniejszej troski (LC, Least Concern) nieprzerwanie od 1988 (stan w 2020). Liczebność światowej populacji nie została oszacowana, ale ptak ten opisywany jest jako pospolity, lokalnie bardzo liczny. Trend liczebności populacji uznawany jest za spadkowy. Od roku 1985 ponad 2 600 000 dzikiego ptactwa zostało zarejestrowanych w handlu międzynarodowym (dane ze stycznia 2005).